# Hadena leucoceps
Hadena leucoceps là một loài bướm đêm trong họ Noctuidae.